# 3 Pułk Strzelców Polskich (WP na Wschodzie)
3 Pułk Strzelców Polskich (3 psp) – oddział piechoty Wojska Polskiego na Wschodzie.

## Formowanie i zmiany organizacyjne
Pułk został sformowana w lutym 1917 roku w Połtawie w składzie Dywizji Strzelców Polskich. W swej strukturze posiadała trzy bataliony piechoty. Od jesieni 1917 wszedł w skład 1 Dywizji Strzelców Polskich I Korpusu. Na dzień 14.12.1917 liczył 775 żołnierzy frontowych. W okresie reorganizacji wojsk i koncentracji, w dniu 1 kwietnia 1918 stacjonował w Rohaczewie.

## Dowódcy pułku
- płk Bolesław Frej (do V 1917)[4]
- płk Gałecki (od V 1917)[4]